# Cyclommatus pulchellus
Cyclommatus pulchellus is een keversoort uit de familie vliegende herten (Lucanidae). De wetenschappelijke naam van de soort is voor het eerst geldig gepubliceerd in 1900 door Mollenkamp.